# Showtime (film)
Showtime är en amerikansk actionkomedi från 2002, regisserad av Tom Dey med Robert De Niro och Eddie Murphy i huvudrollerna.

## Rollista
| Robert De Niro    | – Mitch Preston     |
| Eddie Murphy      | – Trey Sellars      |
| Rene Russo        | – Chase Renzi       |
| Pedro Damian      | – Vargas            |
| Mos Def           | – Lazy Boy          |
| Frankie R. Faison | – polischef Winship |
| William Shatner   | – Sig själv         |
| James Roday       | – kameramannen      |
| Alex Borstein     | – rollsättaren      |
| Joy Bryant        | – Lexi              |